# Patrik Kužela
Patrik Maria Kužela (16. listopadu 1915 Vlčnov – 15. února 1942, Osvětim), rodným jménem František, byl dominikánský jáhen a kandidát kněžství, který zahynul v koncentračním táboře Auschwitz.

## Život
Patrik Kužela se narodil ve Vlčnově u Uherského Brodu do rolnické rodiny jako nejmladší z osmi dětí. V 11 letech odešel do Prahy do juvenátu u sv. Jiljí k bratřím kazatelům a začal studovat na arcibiskupském gymnáziu. Do noviciátu bratří kazatelů v Olomouci vstoupil ihned po maturitě v roce 1935 a 4. července přijal řádové jméno Patrik. Protože vykazoval velké intelektuální nadšení, byl svými představenými poslán do řádového učiliště v Saulchoir v Belgii, spadajícího pod francouzskou dominikánskou provincii. Zde nastoupil v roce 1938, ale již na jaře roku 1939 bylo jeho studium přerušeno zřízením Protektorátu Čechy a Morava a on byl nucen vrátit se zpět do vlasti.
Ve studiích poté pokračoval doma, 29. června 1940 přijal jáhenské svěcení. Krátce před jeho kněžským svěcením jej 25. ledna zatklo gestapo. Důvodem bylo, že se po obsazení Československa přidal k hromadné žádosti o zavedení české čtvrthodinky ve francouzském rozhlase pro Čechy usazené ve Francii a Belgii.
Po svém zatčení nejdříve strávil tři týdny na samotce v Olomouci, kde podle svědectví povzbuzoval ostatní, aby neztráceli naději. Doklady o tom jsou i jeho tajně odesílané dopisy a básně, které schovával do oblečení posílaného na vyprání. V říjnu bratra Patrika přemístili do Kounicových kolejí v Brně, odkud za měsíc 21. listopadu 1941 putoval do Osvětimi s doložkou RU – návrat nežádoucí.
Podle osvětimské úmrtní knihy zemřel ve svých 26 letech na zápal plic. Jeho přeživší spoluvězeň však popsal, že bratr Patrik byl mučen v mraze, kdy na něj stříkali vodu či jej svázaného ponořovali do močůvkové stoky.

## Odkaz
Jako účastníkovi národního odboje mu prezident Edvard Beneš 30. července 1947 udělil Československý válečný kříž 1939 in memoriam „v uznání bojových zásluh, které získal v boji za osvobození Republiky československé“.
Ke 30. výročí smrti Patrika Kužely byla v jeho rodné vsi sloužena mše jeho spolužákem P. Jakubem Zemkem, OP. Roku 2012 se ve Vlčnově také uskutečnila vzpomínková slavnost k 70. výročí jeho smrti. V předvečer 100. výročí narození bratra Patrika, 15. listopadu 2015, sloužil kardinál Dominik Duka mši svatou a po pobožnosti na místním hřbitově byla odhalena pamětní deska na Patrikově rodném domě.

## Dílo
Patrik Kužela po sobě zanechal několik básní, vězeňských dopisů a motáků.

### Básně
- Ó Duchu svatý
- Pojďme blíž
- Pod křížem
- Milosti chvíle
- Popelec
- Žízním
- Vězeň
- Krotitel
- Dní sypký suchopár

### Dopisy
- Září 1935
- Listopad 1935
- Březen 1937
- Březen 1937
- První dopis z vězení
- Velikonoce 41
- Tajný dopis z vězení
- Poslední dopis z Osvětimi